# Loxogramme vittariiformis
Loxogramme vittariiformis är en stensöteväxtart som först beskrevs av Eduard Rosenstock, och fick sitt nu gällande namn av Carl Frederik Albert Christensen. Loxogramme vittariiformis ingår i släktet Loxogramme och familjen Polypodiaceae. Inga underarter finns listade.